# Mill Creek (Ohio River, Cincinnati)
Der Mill Creek (englisch für „Mühlbach“) ist ein 45 km langer rechter Nebenfluss des Ohio River im südlichen US-Bundesstaat Ohio.
Er entwässert ein Gebiet von 425 km² und gehört zum Flusssystem des Mississippi River. Der Abfluss erfolgt über den Ohio River und Mississippi River in den Golf von Mexiko.
Der Mill Creek entspringt in der Fairfield Township im Butler County, rund sieben Kilometer östlich der Stadt Hamilton. Er fließt in generell südsüdwestlicher Richtung durch die Countys Butler und Hamilton und mündet westlich der Innenstadt von Cincinnati in den Ohio River. Seine wichtigsten Nebenflüsse sind der 24,5 km lange West Fork Mill Creek und der 11,5 km lange East Fork Mill Creek. Der größte Teil des Einzugsgebiets befindet sich in der Stadtregion (Metropolitan Area) von Cincinnati.
Dem Geographic Names Information System zufolge hieß der Fluss im Verlauf seiner Geschichte auch Bloody Run, Hill Creek und Mah-pet-e-wa.